# Лудакрис
Кристофър Браян Бриджис (на английски: Christopher Brian Bridges), познат под псевдонима Лудакрис (на английски: Ludacris), е американски рапър и актьор. Основател е на лейбъла Disturbing tha Peace. Притежател е на награди MTV и Грами. Заедно с колегите си рапъри от Атланта Big Boi и André 3000 от OutKast, Лудакрис е един от първите и най-влиятелни рапъри от Юга, постигнали мейнстрийм успех в началото на 21 век. През 2014 г. Форбс го включва в списък с „Хип-хоп крале на парите“, тъй като е спечелил 8 милиона долара. Известен е и с ролята си на Тедж Паркър във филмовата поредица Бързи и яростни.

## Ранен живот
Кристофър Браян Бриджис е роден в Шампейн, щата Илинойс, единствено дете на Роберта Шийлдс и Уейнс Браян Бриджис. По-късно се мести в района на Чикаго и учи в Оук Парк една година. След това се мести в Сентървил, щата Вирджиния, където учи една година. Завършва образованието си в Атланта, Джорджия през 1995 г. От 1998 до 1999 г. учи музикален мениджмънт в държавния университет Джорджия. Бриджис има афроамерикански, английски и индиански произход. Той е далечен братовчед на комика Ричард Прайор. Бриджис пише първата си рап песен на 9-годишна възраст, докато се премества в Атланта, и се присъединява към аматьорска рап група три години по-късно.

## Музикална кариера

### 1998 – 2000:IncognegroиBack for the First Time
Бриджис става стажант, а след това диджей в радиото на Атланта Hot 97.5 под псевдонима Chris Lova Lova. Лудакрис си сътрудничи с Тимбаланд в песента „Phat Rabbit“ от албума му Tim's Bio: Life from da Bassment. Песента става хит в много държави.
През 1998 г. Лудакрис започва работа по дебютния си албум, Incognegro. Албумът е пример за бързия, див флоу на Лудакрис, уникален стил за южните рапъри. Тимбаланд се заема с част от продукцията. Въпреки слабите му продажби, той не е изкаран от продажби. През 2000 г. Лудакрис издава първия си албум с голям лейбъл, Back for the First Time. Албумът достига #4 в американската класация Билборд 200 и е голям успех. Оставя следа в индустрията със синглите си „Southern Hospitality“ и „What's Your Fantasy“, заедно с първия си сингъл „Phat Rabbit“ от две години по-рано. Лудакрис споменава по време на интервю за MTV, че е измислил сценичното си име, основавайки се на „раздвоената си личност“, която счита за едновременно „нелепа“ (ridiculous) и „абсурдна“ (ludicrous).

### 2001 – 2003:Word of MoufиChicken-n-Beer
Лудакрис бързо завършва и следващия си албум, Word of Mouf, и го издава в края на 2001 г. Видеоклипът към водещия сингъл „Rollout (My Business)“ е номиниран за Грами през 2002 г., а Лудакрис го изпълнява на живо в предварителното шоу на награждаването. Издава синглите „Saturday (Oooh Oooh)“ със Sleepy Brown, „Move Bitch“ с Mystikal и I-20 и „Area Codes“ с Nate Dogg.
През пролетта на 2003 г. Лудакрис се завръща на музикалната сцена с нов сингъл, след кратко отстъствие. Наречен е „Act a Fool“ и е включен във филма Бързи и яростни 2. По същото време издава и водещия сингъл „P-Poppin“ за албума си Chicken-n-Beer. Новите сингли не са добре приети от мейнстрийм публиката, за разлика от предишните му песни, и двата видеоклипа получава само ограничено време в ефир. Chicken-N-Beer започва силно, но без популярен сингъл бързо пада в класациите.
През есента на 2003 г. Лудакрис се завръща с новия си сингъл, „Stand Up“, който се появява както в Chicken-n-Beer, така и в саундтрака на тийнейджърския хип-хоп филм Улични танци. Продуциран от Кание Уест, „Stand Up“ става един от най-големите мейнстрийм хитове на Лудакрис, заковавайки първо място в Билборд Хот 100 и натрупвайки голямо ефирно време на популярните радиостанции и MTV. Срещу Лудакрис е заведено дело от група от Ню Джърси, наречена I.O.F., която твърди, че „Stand Up“ използва мелодия от една от техните песни, но през юни 2006 г. журито отсъжда, че песента не нарушава ничии авторски права. След делото Лудакрис заявява: „Надявам се ищците да са се насладили на 15-те си минути слава“.
Следващият сингъл от албума, „Splash Waterfalls“ е издаден в началото на 2004 г. Той става голям поп хит (въпреки лириките, ориентирани за възрастна аудитория), а клипът към него е най-сексуалното видео на певеца. Лудакрис получава първата си награда Грами, заедно с Usher и Lil Jon за хитовия им сингъл „Yeah!“. След това издава „Blow It Out“, а песента е придружена от нискобюджетен клип.

### 2004 – 2007:The Red Light DistrictиRelease Therapy
За четвъртия си албум, The Red Light District, Лудакрис подхожда по-зряло. Различни изпълнители като T.I., Lil Flip и Bun B му помагат за реализацията. Лудакрис открито се хвали, че вероятно е единственият рапър, който да задържи лейбъла Def Jam в ход. Той записва и заснема сингъла „Get Back“, в който той е дразнен от медиите и предупреждава критиците да го оставят на мира. Появява се в американското шоу Saturday Night Live като специален гост, пеещ с музикален гост от Sum 41 в епизод, воден от Пол Джиамати. След това записва отново песента „Get Back“ със Sum 41, правейки кросоувър сингъл. Следващият му сингъл е „Number One Spot“, вдъхновен от Остин Пауърс. В албумът имат участие изпълнителите Nas, DJ Quik, DMX, Trick Daddy, Sleepy Brown и други. Албумът стига #1 в класацията на Билборд.
В издание на списание XXL Лудакрис е поставен на девето място по най-очаквани албуми за 2006 г. за албума му Release Therapy. Той е издаден на 26 септември 2006 г. Дискът има две страни: Release и Therapy. Гостови участия в албума правят Фарел Уилямс, Ар Кели, Мери Джей Блайдж, Пимп Си, Young Jeezy и други. Първият сингъл, „Money Maker“, който включва Уилямс, е пуснат за пръв път по радиото на 17 юли 2006 г. Вторият сингъл, „Grew Up a Screw Up“, включва Young Jeezy и разбунва духовете, че двамата някога са били в спор. Третият му сингъл, „Runaway Love“ достига #1 в класацията Билборд за рап песни и спечелва награда за най-добро сътрудничество по време на наградите BET през 2007 г. Release Therapy печели награда за най-добър рап албум на 49-ата церемония на наградите Грами през 2007 г. Албумът след това достига #1 в класацията Билборд 200 и продава 309 000 копия в първата седмица. С издаването на този албум, Лудакрис отбелязва промяна в стила си. Албумът скъсва с безгрижните и весели настроения от предходните му албуми и въвежда по-тъмна страна. По същото време сменя и прическата си. В подкрепа на албума си, Лудакрис се завръща в Saturday Night Live като водещ и музикален гост на 18 ноември 2006 г.

### 2008 – 2010:Theater of the MindиBattle of the Sexes
На 24 ноември 2008 г. Лудакрис издава седмия си студиен албум Theater of the Mind. Очаква се в албума на присъства песен с име „Pinky Shinin“, но тя така и не вижда бял свят. В албумът участие вземат Крис Браун, Лил Уейн, Рик Рос, T.I., Common, T-Pain, Jay-Z, The Game и Нас. Албумът дебютира на пето място в Билборд 200 и продава 213 493 копия през първата седмица. Албумът е издаден на същия ден като албума 808s & Heartbreak на Кание Уест, който заема първо място. Първият му сингъл „What Them Girls Like“ с Крис Браун и Шон Гарет достига #33 в Билборд 100. Вторият му сингъл, „One More Drink“, с T-Pain достига #24 в Билборд 100.
Осмият албум на Лудакрис, Battle of the Sexes, е издаден на 9 март 2010 г. с промоционалния сингъл „Everybody Drunk“. Сингълът „How Low“ е издаден на 8 декември 2009 г., последван от „My Chick Bad“ на 23 февруари 2010 г. Сингълът „Sex Room“ достига #69 в Билборд 100. Албумът Battle of the Sexes заема първо място при излизането си и продава 137 000 копия през първата седмица. Към момента има златен сертификат.

### 2012 – 2015:Ludaversal
През 2012 г. Лудакрис издава 3 сингъла: "Stairway To Heaven", „Representin“ и „Rest of My Life“, всичките от които са загърбени, след като песните не постигат успех и процесът по записването на следващия му албум замръзва. На 24 май 2013 г. Лудакрис издава смесена касета, озаглавена #IDGAF. Той започва да издава по една нова песен всеки петък. Последната песен е издадена седмица преди издаването на цялата касета. Тя достига почти 60 000 изтегляния само през първия ден. Лудакрис участва в ролята на Тедж във филма Бързи и яростни 6, който излиза по кината през май 2013 г. На 3 август 2013 г. Лудакрис потвърждава, че Анита Бейкър ще участва в новия му албум.
След продължително отсъствие, Лудакрис се завръща на музикалната сцена на 30 януари 2014 г., издавайки сингъла „Party Girls“, включващ Jeremih, Уиз Халифа и Cashmere Cat. Песента се базира на песента на Аква от 1997 г. „Barbie Girl“, но не е включена в предстоящия му албум. На 9 октомври 2014 г. Лудакрис обявява, че новият му албум, Ludaversal, ще бъде издаден на 31 март 2015 г. и ще бъде предшестван от EP, озаглавен Burning Bridges, който ще бъде издаден на 16 декември 2014 г. На 31 октомври 2014 г. певецът представя първия си сингъл от Burning Bridges, озаглавен „Good Lovin“.
Поради умерения си успех, „Good Lovin“ е включен и в албума Ludaversal. След 3 години забавяния Ludaversal вижда бял свят на 31 март 2015 г. и получава като цяло положителни оценки и дебютира на трето място Билборд 200.

### 2017 – настояще
През март 2017 г. Лудакрис потвърждава, че работи върху десети албум. На 31 март 2017 г. Лудакрис издава нов сингъл, озаглавен „Vitamin D“, с Ty Dolla Sign.
През 2018 г. Лудакрис участва в сингъла на Кери Ъндъруд „The Champion“. Песента достига #47 в Билборд 100.

## Личен живот
Лудакрис има дъщеря на име Карма Бриджис (р. август 2001 г.) от връзка с адвокатка от Атланта. От 2009 г. има връзка с габонския модел Еудокси Мбугиенг. Има дъщеря, Кай Бела Бриджис (р. декември 2013 г.) от Тамика Фулър, дългогодишна приятелка. На 26 декември 2014 г. в Коста Рика Лудакрис се сгодява за Мбугиенг и двамата се женят малко по-късно през същия ден. В началото на 2015 г. Еудокси обявява, че двойката вече има малко момиченце.

## Бизнес
Лудакрис е основал свой собствен лейбъл, Disturbing tha Peace. Съ-основател е на коняка Conjure. През 2011 г. издава своя марка слушалки, наречени „Soul By Ludacris“ и произвеждани от Soul Electronics. Притежава различни недвижими имоти.
През 2006 г. Лудакрис участва в рекламна кампания на Пума АГ, която издава 3 лимитирани модела на „Clyde x Luda“ с образ на Лудакрис на петата и „DTP“ (от Disturbing tha Peace) отзад.
През ноември 2016 г. Лудакрис отваря ресторант на име „Chicken N Beer“ на летището в Атланта.

## Дискография
- Incognegro (1999)
- Back for the First Time (2000)
- Word of Mouf (2001)
- Chicken-n-Beer (2003)
- The Red Light District (2004)
- Release Therapy (2006)
- Theater of the Mind (2008)
- Battle of the Sexes (2010)
- Ludaversal (2015)

## Филмография
| Година | Филм                                       | Роля          | Бележки                              |
| ------ | ------------------------------------------ | ------------- | ------------------------------------ |
| 2001   | The Wash                                   | Клиент        | Незначителна роля                    |
| 2003   | 2 Fast 2 Furious                           | Тедж Паркър   | Главна роля                          |
| 2004   | Lil' Pimp                                  | Уедърс        | Поддържаща роля                      |
| 2005   | Paper Chasers                              | Себе си       | Документален филм за хип-хоп сцената |
| 2005   | Hustle & Flow                              | Скини Блек    | Поддържаща роля                      |
| 2005   | Crash                                      | Антъни        | Поддържаща роля                      |
| 2005   | The Industry                               | Себе си       |                                      |
| 2005   | Ludacris: The Red Light District           | Себе си       | Документален филм за хип-хоп сцената |
| 2007   | The Heart of the Game                      | Разказвач     |                                      |
| 2007   | Ludacris: The Southern Smoke: Unauthorized | Себе си       | Документален филм                    |
| 2007   | American Hustle                            | Себе си       | Незначителна роля                    |
| 2007   | Fred Claus                                 | DJ Дони       | Поддържаща роля                      |
| 2008   | RocknRolla                                 | Мики          | Незначителна роля                    |
| 2008   | Max Payne                                  | Джим Бравура  | Поддържаща роля                      |
| 2009   | Ball Don't Lie                             | Джулиъс       | Главна роля                          |
| 2009   | Gamer                                      | Хюмънз Брадър | Поддържаща роля                      |
| 2011   | Fast Five                                  | Тедж Паркър   | Главна роля                          |
| 2011   | No Strings Attached                        | Уолъс         | Поддържаща роля                      |
| 2011   | New Year's Eve                             | Брендън Нолан | Поддържаща роля                      |
| 2011   | Breakaway                                  | Себе си       | Камео роля                           |
| 2013   | Fast & Furious 6                           | Тедж Паркър   | Главна роля                          |
| 2015   | Furious 7                                  | Тедж Паркър   | Главна роля                          |
| 2017   | The Fate of the Furious                    | Тедж Паркър   | Главна роля                          |
| 2017   | Show Dogs                                  | Макс (глас)   | Главна роля                          |